# Trois-Vèvres
Trois-Vèvres là một xã của tỉnh Nièvre, thuộc vùng Bourgogne-Franche-Comté, miền trung nước Pháp.